# Euophryum
Euophryum är ett släkte av skalbaggar som beskrevs av Thomas Broun 1909. Euophryum ingår i familjen vivlar.
Kladogram enligt Dyntaxa:
| Euophryum | \| \| Euophryum confine \| \| \| \| \| \| Euophryum rufum \| \| \| \| |
|           | \| \| Euophryum confine \| \| \| \| \| \| Euophryum rufum \| \| \| \| |
|           | Euophryum confine                                                     |
|           |                                                                       |
|           | Euophryum rufum                                                       |
|           |                                                                       |